# Bromoxynil
Bromoxynil ist ein Pflanzenschutzwirkstoff und eine chemische Verbindung aus der Gruppe der Benzonitrile und organischen Bromverbindungen.

## Geschichte
Bromoxynil wurde 1965 in den USA zum ersten Mal als Herbizid registriert. Ab 1972 wurden dort Grenzwerte für das Vorhandensein in Fleischprodukten und 1980 in Obst und Gemüsen erlassen. Es kommt auch in Form eines Butyrat-, Octanoat- oder Heptanoat-Derivates zum Einsatz, wobei jedoch die Zulassung des Butyrat-Derivates 1989 wegen Bedenken zu dessen Gefährlichkeit zurückgenommen wurde.

## Gewinnung und Darstellung
Bromoxynil kann durch Reaktion von 4-Hydroxybenzaldehyd mit Brom und anschließende Reaktion mit Hydroxylamin gewonnen werden.

## Eigenschaften
Bromoxynil ist ein schlecht in Wasser löslicher Feststoff. Bromoxynil-octanoat und Bromoxynil-heptanoat sind braune kristalline Feststoffe mit einem  Schmelzpunkt von etwa 44 °C.
Die Ester sind in Wasser praktisch unlöslich. Bromoxynil-octanoat ist löslich in Aceton und Ethanol (10 g/100 ml), Benzol und Xylol (70 g/100 ml), Chloroform und Dichlormethan (80 g/100 ml) sowie Cyclohexanon (55 g/100 ml). Bromoxynil-heptanoat ist löslich in 1-Octanol (33,8 g/100 ml), Methanol (52,4 g/100 ml), Hexan (77,5 g/100 ml), Dichlormethan (111,1 g/100 ml), Aceton (106,4 g/100 ml) und Ethylacetat (102,7 g/100 ml). Die Octansäure- und Heptansäureester hydrolysieren leicht zu Bromoxynil unter alkalischen Bedingungen.

## Verwendung

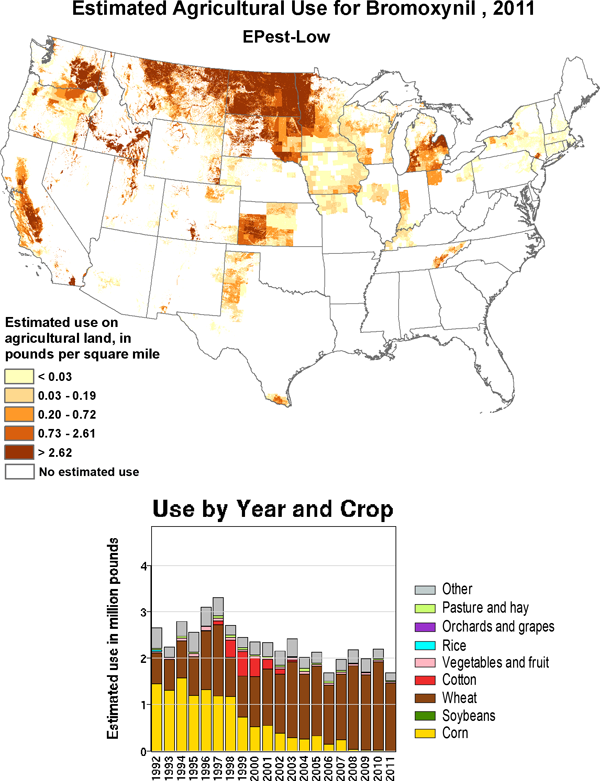
Geschätzte Ausbringungsmenge in den USA 2011

Bromoxynil wird als Wirkstoff in Pflanzenschutzmitteln verwendet. Es ist ein selektives auf dem Laub angewandtes Herbizid, um verschiedene Gräser und zweikeimblättrige Blattunkräuter (vor allem bei Getreide und Mais im Nachauflauf) einzudämmen. Der Stoff hemmt den photosynthetischen Elektronentransport (Hill-Reaktion) und beeinflusst auch die oxidative Phosphorylierung in den Mitochondrien. Dadurch wird die Energieproduktion und die Atmung der Pflanzen beeinträchtigt. Einige Pflanzen besitzen durch das Enzym Bromoxynil-Nitrilase (EC 3.5.5.6) eine Resistenz gegen das Herbizid.

## Zulassungsstatus
In der Europäischen Union, darunter auch in Deutschland und Österreich war Bromoxynil in Pflanzenschutzmitteln zugelassen. Zum 11. September 2020 trat die Durchführungsverordnung (EU) 2020/1276 in Kraft. In dieser ist geregelt, dass alle Mitgliedstaaten bis spätestens 14. März 2021 die Zulassung von Pflanzenschutzmitteln mit Bromoxynil widerrufen sollen. Die Aufbrauchfrist endete  zum 14. September 2021.
Heute sind in der Europäischen Union und der Schweiz keine Bromoxynil-haltigen Präparate mehr zugelassen.

## Sicherheitshinweise
Bromoxynil ist ähnlich wie das verwandte Ioxynil bei Säugetieren nur mäßig giftig, jedoch stark giftig für Fische.

## Externe Links zu erwähnten Verbindungen
1. ↑  Externe Identifikatoren von bzw. Datenbank-Links zu Bromoxynil-Octanoat:  CAS-Nr.: 1689-99-2, EG-Nr.: 216-885-3, ECHA-InfoCard: 100.015.351, GESTIS: 490340, PubChem: 15533, ChemSpider: 14777, Wikidata: Q22133404.
2. ↑  Externe Identifikatoren von bzw. Datenbank-Links zu Bromoxynil-Heptanoat:  CAS-Nr.: 56634-95-8, EG-Nr.: 260-300-4, ECHA-InfoCard: 100.054.801, GESTIS: 496457, PubChem: 62119, Wikidata: Q27889458.
3. ↑  Externe Identifikatoren von bzw. Datenbank-Links zu Bromoxynil-Butyrat:  CAS-Nr.: 3861-41-4, EG-Nr.: 223-374-9, ECHA-InfoCard: 100.021.251, PubChem: 62526, ChemSpider: 56300, Wikidata: Q27258810.
4. ↑  Externe Identifikatoren von bzw. Datenbank-Links zu Bromoxynil-Nitrilase:  CAS-Nr.: 157857-12-0, Wikidata: Q4973745.